# Strniščarke
Strniščarke (znanstveno ime Strophariaceae) je družina gliv iz redu listarjev (Agaricales). 

## Značilnosti
Strniščnice so gobe z rumeno rjavimi, sivimi ali temno rjavimi lističi, v katerih imajo temno rjav trosni prah. Pri mnogih vrstah je površina klobuka mastna in sluzasta.

## Seznam rodov strniščark Slovenije[2]
- njivnice (Agrocybe)
- šotoživke (Bogbodia)
- gologlavci (Deconica)
- žveplenjače (Hypholoma)
- štorovke (Kuehneromyces)
- strniščarji (Leratiomyces)
- luskinarji (Pholiota)
- strniščniki (Protostropharia)
- luskinarke (Pyrrhulomyces)
- strniščnice (Stropharia)